# Sebastian Maier

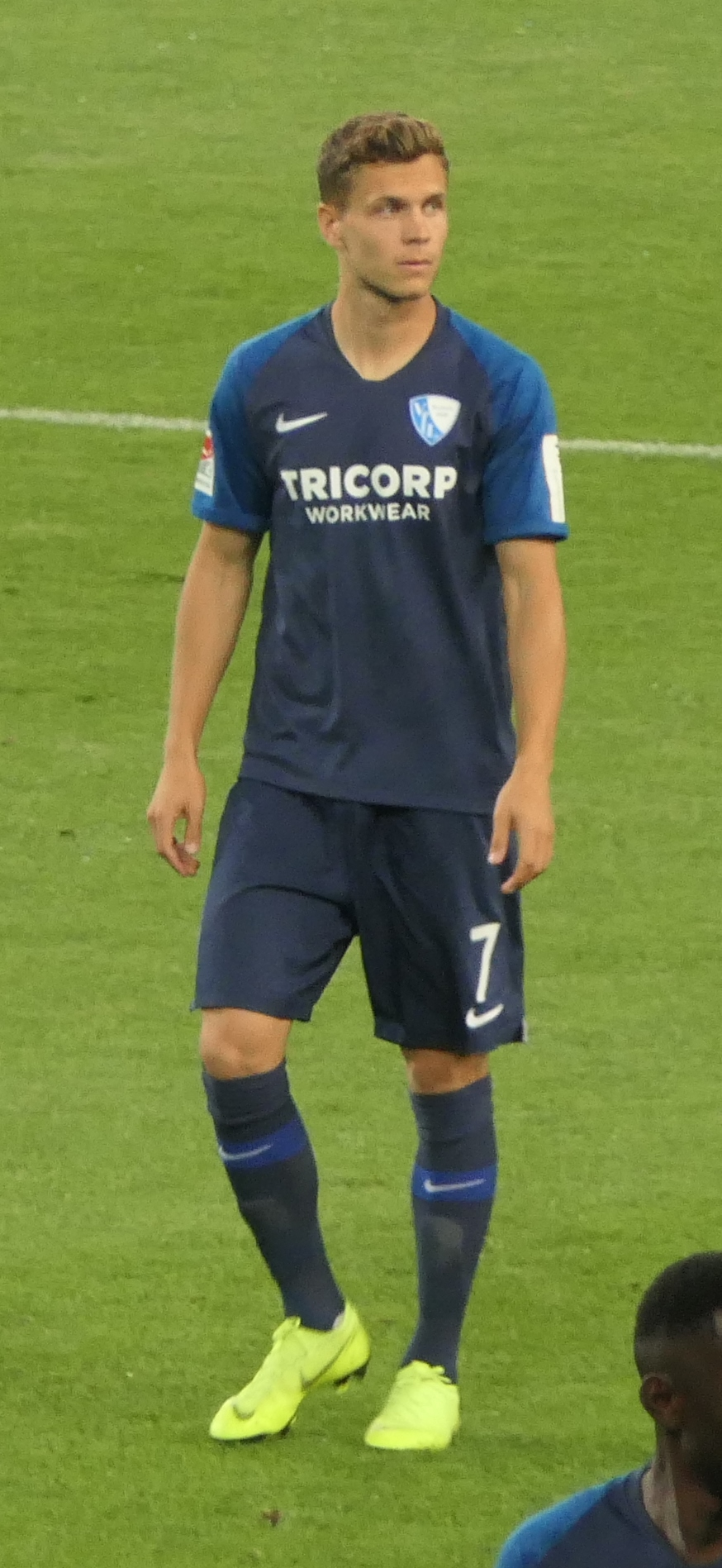
Sebastian Maier beim VfL Bochum 2019

Sebastian Maier (* 18. September 1993 in Landshut) ist ein deutscher Fußballspieler.

## Karriere

### Jugend
Maier begann in Weihmichl beim SC Weihmichl mit dem Fußballspielen. 2004 wechselte er an die Grünwalder Straße in München ins Nachwuchsleistungszentrum des TSV 1860 München. Dort durchlief er von der U12 bis zur U19 die Juniorenmannschaften, ab 2007 wohnte er auch im vereinseigenen Internat. In der Spielzeit 2010/11 gehörte er zur Stammbesetzung der U19 der Sechzger in der A-Junioren-Bundesliga, die sich mit dem 2. Platz am Saisonende für die Endrunde zur Deutschen Meisterschaft qualifiziert hatte. Er kam in den beiden Halbfinalspielen gegen den 1. FC Kaiserslautern zum Einsatz, in denen sich jedoch die Teufel durchsetzten.

### Anfänge im Profifußball
Zur Vorbereitung auf die Saison 2011/12 berief Trainer Reiner Maurer Maier und sieben weitere Spieler, die in der vorangegangenen Spielzeit der U19 angehört hatten, in den Profikader. Im Juni und Juli 2011 kam er in Testspielen zu fünf Einsätzen für die Zweitligamannschaft der Sechzger. Nach Korbinian Vollmann ist Maier in der Spielzeit 2011/12 der jüngste Spieler im Aufgebot der Münchner Löwen. Am ersten Spieltag gehörte er beim Spiel in Braunschweig ebenso zum 18er-Kader wie am zweiten Spieltag gegen den Karlsruher SC und dem DFB-Pokal-Erstrundenspiel in Osnabrück, zum Einsatz kam er in den drei Spielen jedoch nicht. Am 6. August 2011 kam er zu seinem Debüt im Profifußball, als er am dritten Spieltag beim Spiel der Löwen in Cottbus eingewechselt wurde.
Am 23. August lief er erstmals im Dress des DFB auf. Er stand für die deutsche U19 gegen Estland in der Startaufstellung. Auch gegen Belgien und die Niederlande am 1. und 4. September kam er zum Einsatz. Bis zum Winter kam er insgesamt siebenmal für die Zweitligamannschaft der Sechzger zum Einsatz, dreimal spielte er für die U23 in der Regionalliga Süd und einmal für die U19 in der A-Junioren-Bundesliga. Nach der Winterpause wurde er achtmal in der 2. Liga eingewechselt. Bei seinem einzigen Rückrundeneinsatz in der U23 schoss er am 24. März 2012 beim FC Ingolstadt 04 II sein erstes Tor im Erwachsenenbereich.
In der Spielzeit 2012/13 kam er bis zur Winterpause neunmal als Wechselspieler in der 2. Bundesliga zum Einsatz. Da er in der Winterpause ein Angebot zur Verlängerung seines am Saisonende auslaufenden Vertrages ablehnte, wurde er 2013 nicht mehr für den Profikader berücksichtigt. Nachdem er in der Hinrunde noch zwischen beiden Mannschaften gependelt war, spielte er jetzt wieder ausschließlich für die zweite Mannschaft, die seit Sommer 2012 als U21 in der neuen Regionalliga Bayern antrat. Mit den kleinen Löwen wurde er Meister der Regionalliga Bayern und scheiterte im Anschluss in den Aufstiegsspielen zur 3. Liga an der SV Elversberg. Insgesamt spielte Maier in seiner Zeit bei 1860 25 Mal für die zweite Mannschaft, wobei er acht Tore schoss. 24 Mal kam er in der 2. Bundesliga zum Einsatz.

### FC St. Pauli
Zur Saison 2013/14 wechselte Maier innerhalb der Liga zum FC St. Pauli. Er unterschrieb beim Klub aus Hamburg einen Dreijahresvertrag bis zum 30. Juni 2016. Am 26. August 2013 gelang Maier mit einem direkt verwandelten Freistoß nur Sekunden nach seiner Einwechslung der Treffer zum 2:1-Sieg des FC St. Pauli über Dynamo Dresden – es war sein erstes Tor im Profibereich. Am 20. Oktober 2013 (11. Spieltag) erzielte er in der 12. Minute gegen die SpVgg Greuther Führt das 1:0. Das Spiel gewann St. Pauli mit 2:4.
Maiers Stammposition ist das zentrale Mittelfeld, er selbst nennt Andrés Iniesta als Vorbild. Auch Martin Max – mit dessen Sohn er zusammen in der Jugend spielte und befreundet war – zählt er zu seinen Idolen.

### Hannover 96
Zur Saison 2016/17 wechselte er zum Bundesliga-Absteiger Hannover 96. Sein erstes Tor schoss er am 1. Spieltag beim 4:0-Auswärtssieg gegen den 1. FC Kaiserslautern. Mit Hannover stieg er am Saisonende wieder in die Bundesliga auf.

### VfL Bochum
Zur Saison 2018/19 wechselte Maier ablösefrei von Hannover 96 zum Zweitligisten VfL Bochum.

### Türkgücü München
Im Januar 2021 wechselte Maier zum Drittligisten Türkgücü München, wo er einen Vertrag bis zum 30. Juni 2022 unterschrieb.

### SpVgg Unterhaching
Nachdem Türkgücü München den Spielbetrieb während der laufenden Saison 2021/22 in der 3. Liga eingestellt hatte, wechselte Maier zur Saison 2022/23 zum Münchner Regionalligisten SpVgg Unterhaching. Mit dem Team stieg er am Ende der Saison als Meister der Regionalliga Bayern und Relegationssieger gegen den Nordost-Meister Energie Cottbus in die 3. Liga auf und verlängerte seinen Vertrag in der Folge bis 2024. Im Sommer 2025 beendete er seine Karriere in Unterhaching.
Zur Saison 2025/26 wird er Spielertrainer beim bayrischen Landesligisten SpVgg Landshut, sein Vater ist dort Vorstandsvorsitzender.

## Erfolge
- Meister der Regionalliga Bayern mit TSV 1860 München II: 2013
- Aufstieg in die Bundesliga mit Hannover 96: 2016
- Meister der Regionalliga Bayern mit der SpVgg Unterhaching und Aufstieg in die 3.Liga: 2023